# Флаг Магаданской области
Флаг Магаданской области является символом Магаданской области Российской Федерации.

## Описание
«Флаг Магаданской области представляет собой четырёхугольное алое полотнище с отношением ширины к длине 2:3, несущее изображение областного герба в левой верхней части над синей (голубой, лазоревой) полосой, расположенной v-образно по нижнему краю полотнища, шириной 1/4 от общей высоты полотнища, равномерно разделённой двумя чешуйчато-изогнутыми полосами белого (серебряного) цвета».
Гербовый щит разделён на три части, Y-образно. В верхней красной части герба изображены слитки (серебряный и два золотых), на фоне золотых геологического молотка и кирки. Во второй голубой части герба изображены гидростанция и самолёт. В третьей синей части — три рыбы. Эти символы символизируют главные отрасли промышленности Магаданской области: горнодобывающую, рыбную, энергетику и транспорт.